# Horní Moštěnice
Horní Moštěnice là một làng thuộc huyện Přerov, vùng Olomoucký, Cộng hòa Séc.